# مزرعه امام‌قلی اژدری
مزرعه امام‌قلی اژدری یک منطقهٔ مسکونی در ایران است که در دهستان گل‌برنجی واقع شده‌است.